# Thế giới BMW

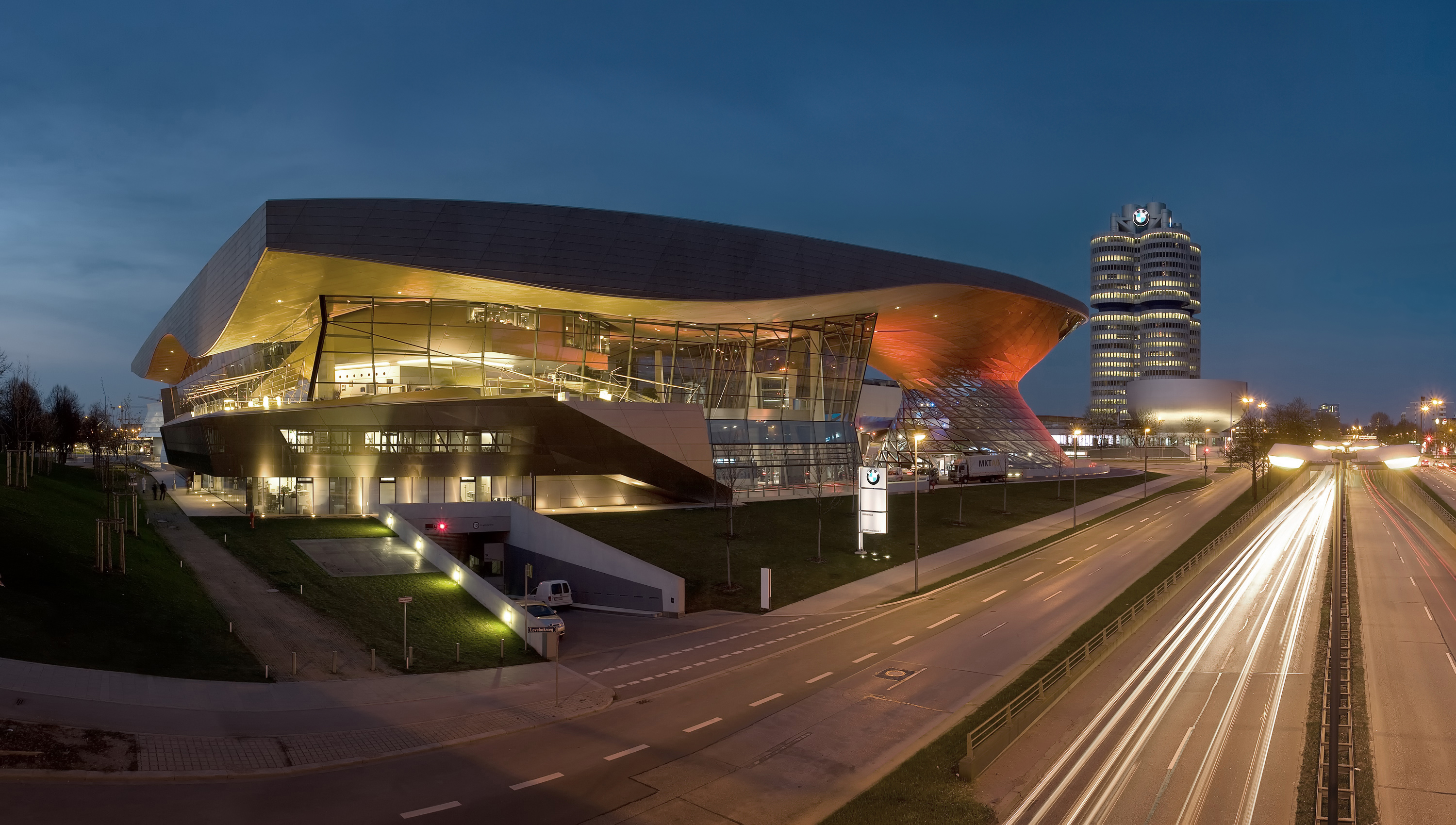
BMW Welt vào ban đêm

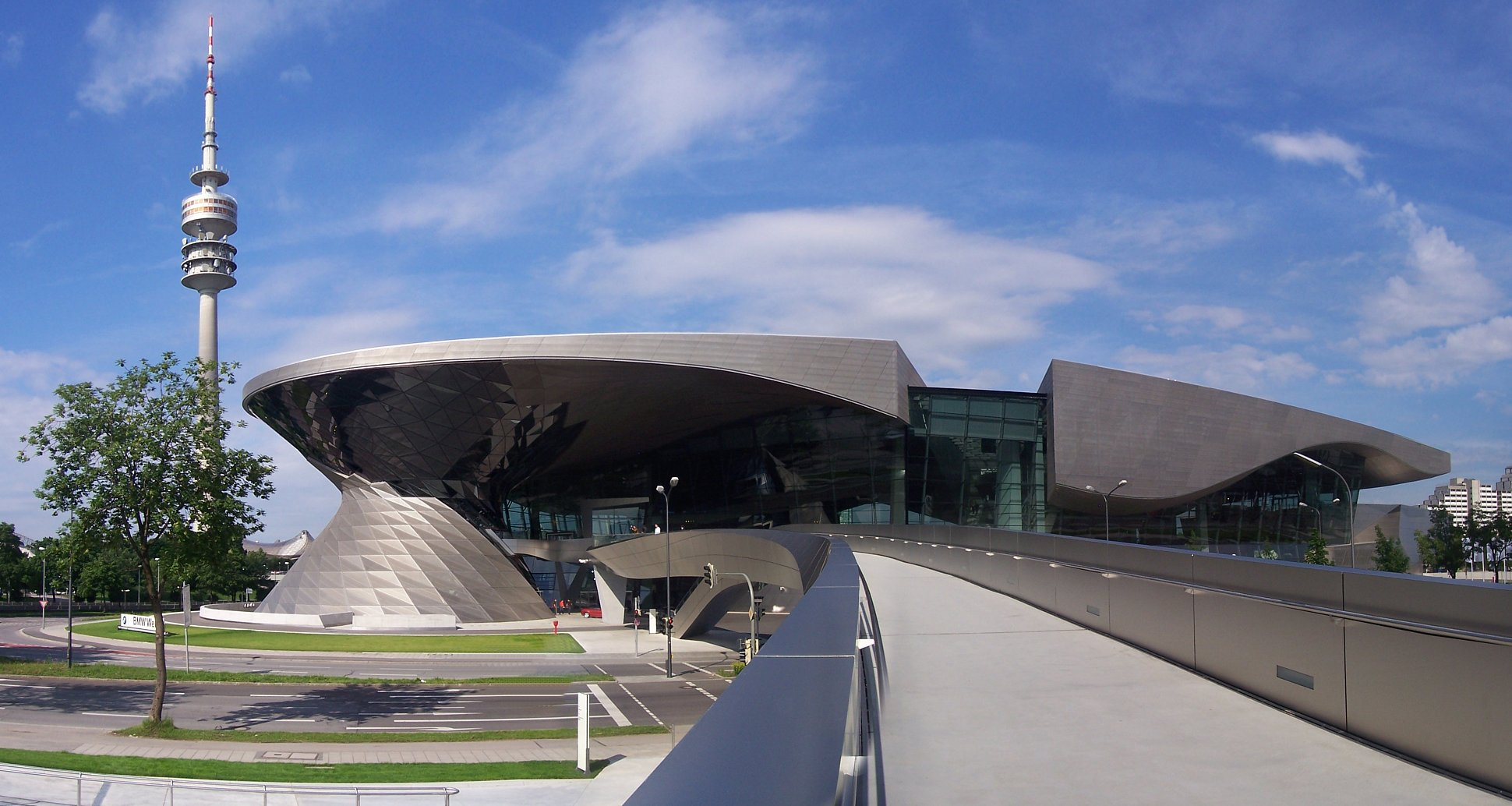
BMW Welt với tháp Olympic

Thế giới BMW (tiếng Đức:  BMW Welt) là một tòa nhà để trưng bày các sản phẩm của BMW cho du khách tham quan. Nó cũng là một bảo tàng viện, nơi tổ chức các hoạt động văn hóa, chỗ hội họp và cũng là nơi để lấy xe. Thế giới BMW chỉ cách Tháp BMW một con đường và nằm ở Olympiapark. Công trình này được xây từ tháng 7 năm 2003 cho tới mùa hè 2007. Trên mái nhà có dàn tạo ra điện từ năng lượng mặt trời với công xuất 800 kWp. Nó được khánh thành ngày 20./21. tháng 10 năm 2007 thay vì như dự định vào Giải vô địch bóng đá thế giới 2006.

## Lịch sử
Cuối thập niên 1990, ban giám đốc BMW AG quyết định cho xây một trung tâm giao xe. Họ đã lựa Oberwiesenfeld ở München-Milbertshofen để xây tòa nhà này. 275 nhà kiến trúc đã tham dự vào cuộc thi để chọn tòa nhà. Vào vòng trong còn lại 28 mô hình. Cuối năm 2001 kiểu mẫu của giáo sư ở Viên Wolf D. Prix và văn phòng kiến trúc Coop Himmelb(l)au đã được chọn.
Lễ khai mạc được tổ chức ngày 17 tháng 10 năm 2007.
Từ 2009, ở đây cũng được tổ chức nhiều buổi nhạc Jazz thi đua cho giải BMW Welt Jazz Award.
Ngày 28 tháng 3 năm 2010, BMW Welt đã có tổng cộng 5 triệu khách viếng thăm, đến ngày 4 tháng 7 năm 2012 con số này lên đến 10 triệu.

## Kiến trúc

BMW Welt bên trong tháng 6 năm 2013

## Số liệu
| Năm bắt đầu xây:         | Tháng 8 năm 2003 |
| Dài:                     | 180 m            |
| Rộng:                    | 130 m            |
| Cao:                     | 24 m             |
| Tấm năng lượng mặt trời: | 3660             |
| Không gian nội thất:     | 400.000 m³       |
| Chi phí xây dựng:        | 500 Triệu EUR    |

## Triển lãm

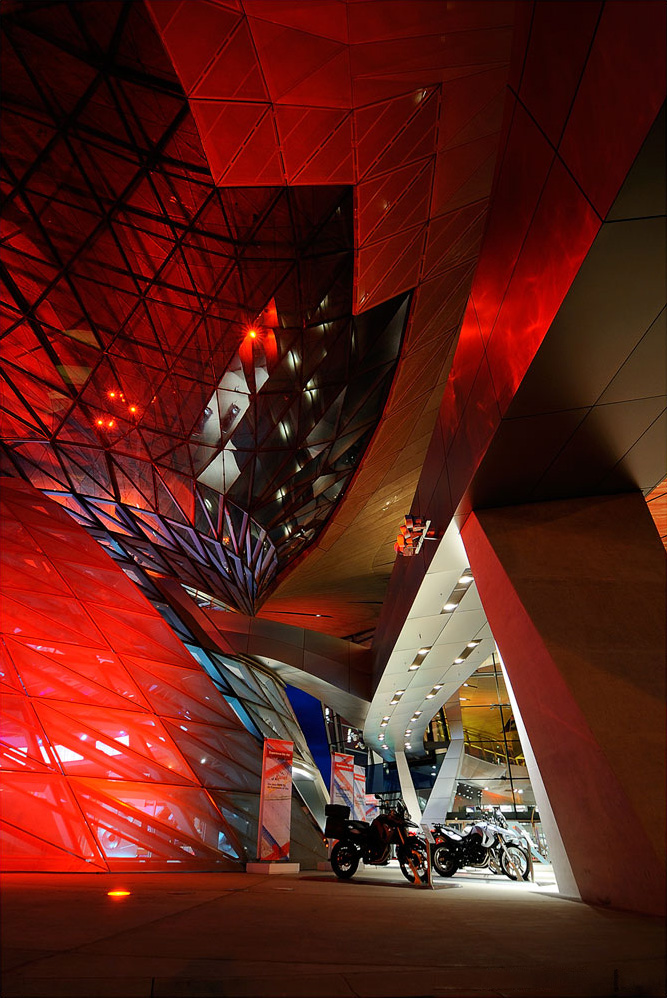
BMW-Welt
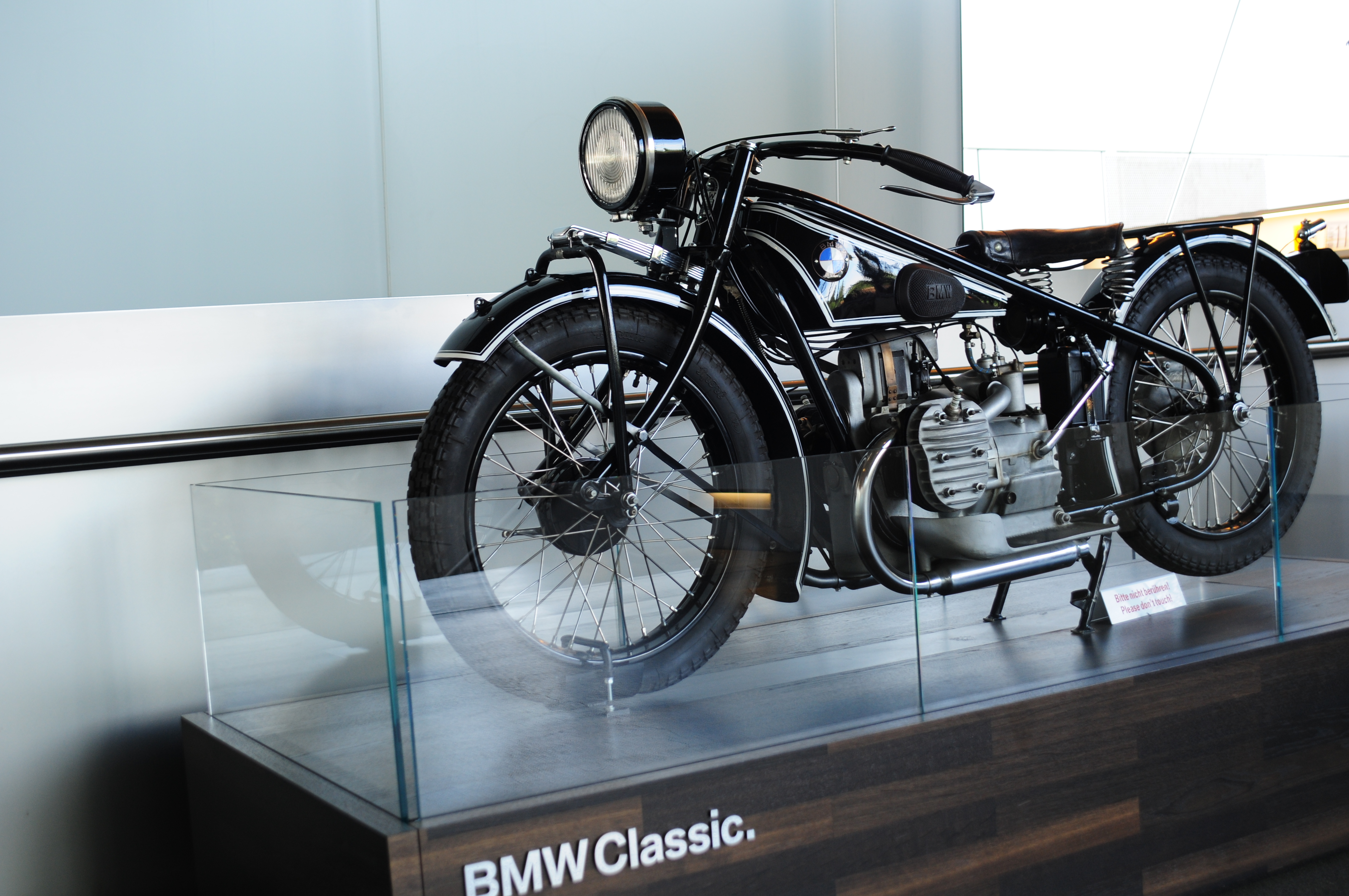
Xe máy BMW cổ
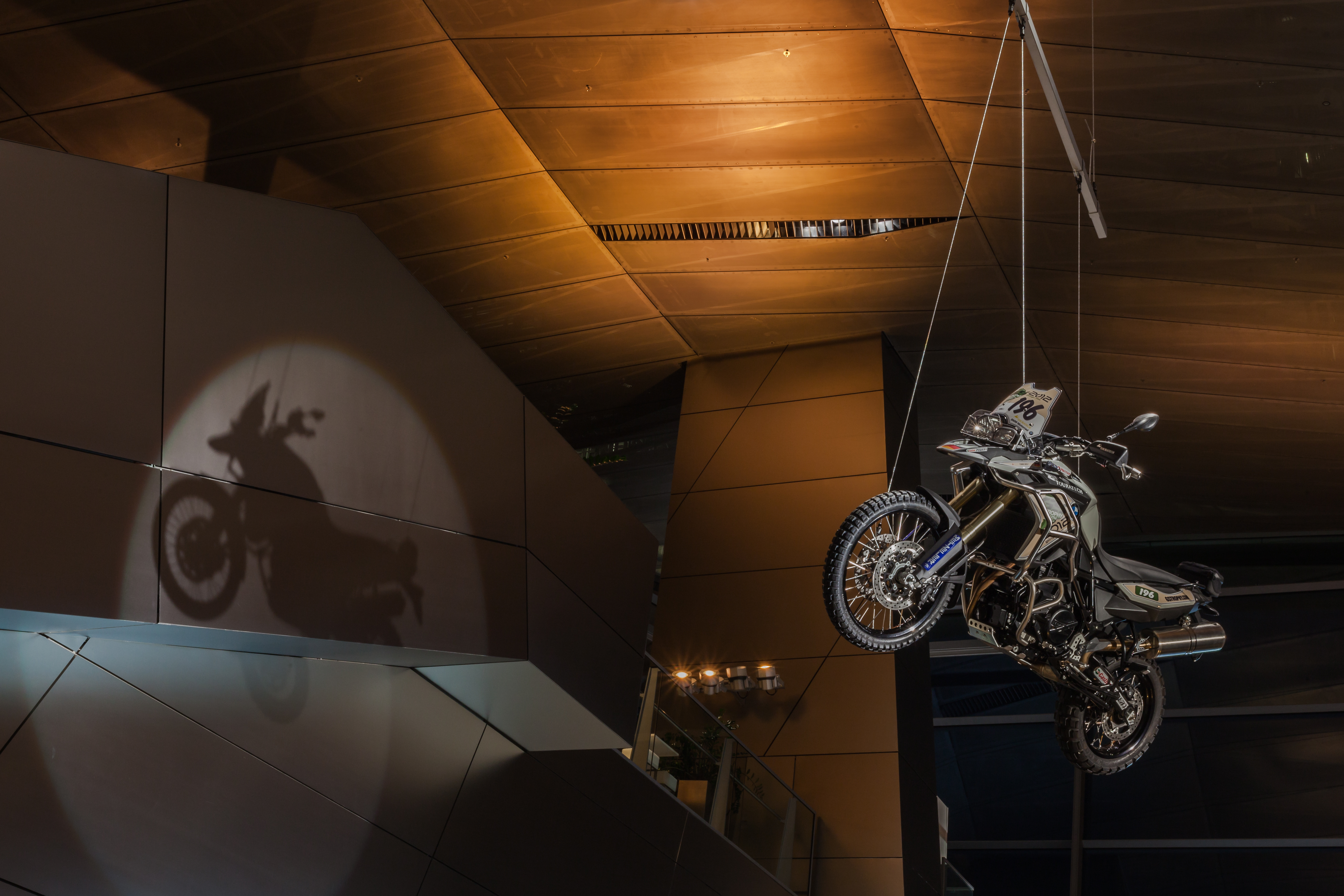
BMW F800GS
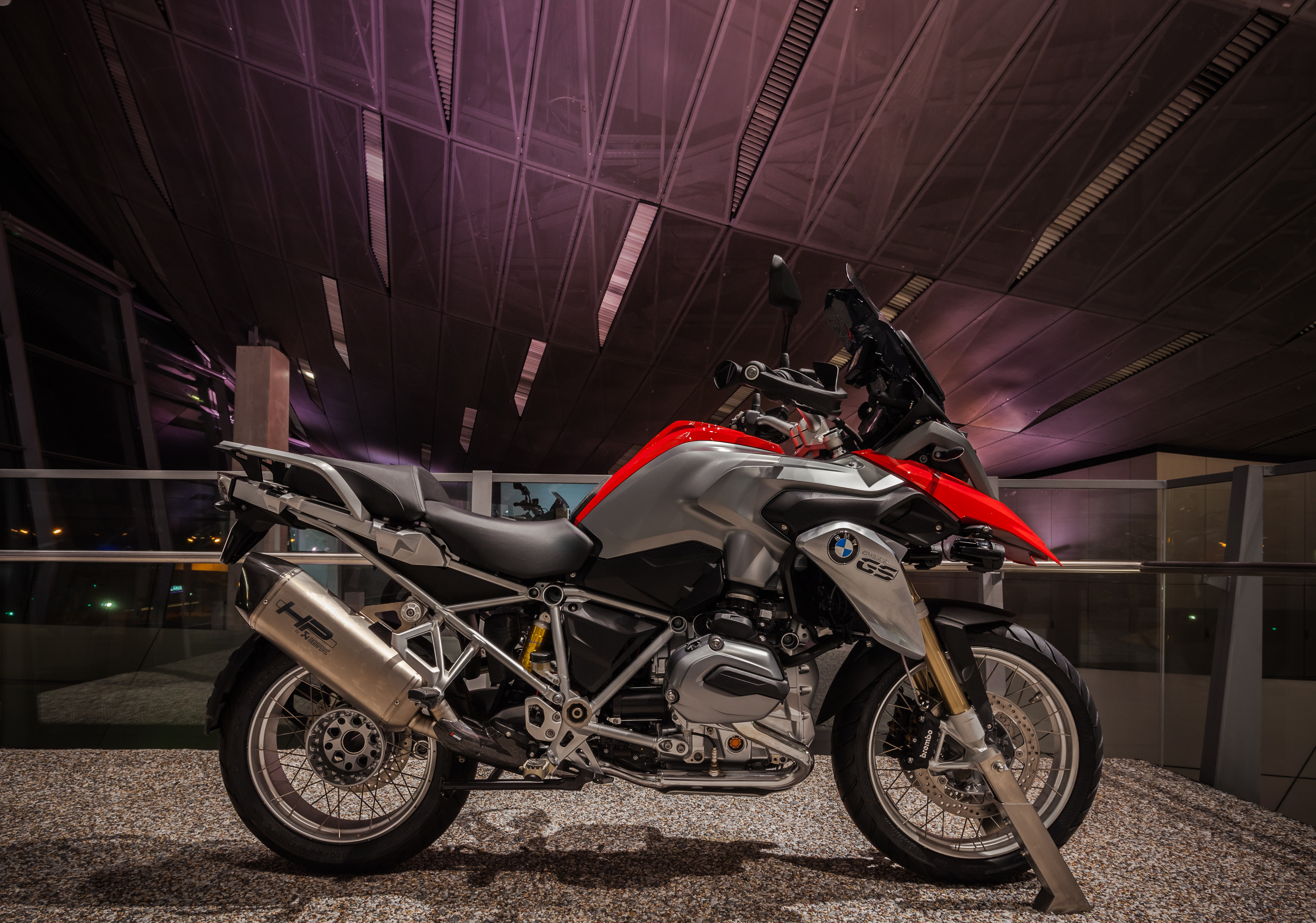
BMW R1200GS LC

### i8
Ngày 5 tháng 6 năm 2014, xe lai sạc điện BMW i8 được triển lãm tại BMW Welt. BMW i8 là chiếc xe lai sạc điện đầu tiên sản xuất hàng loạt với kỹ thuật ánh sáng Laser, theo tạp chí GQ „chiếc xe đầu tiên trong thời đại mới".

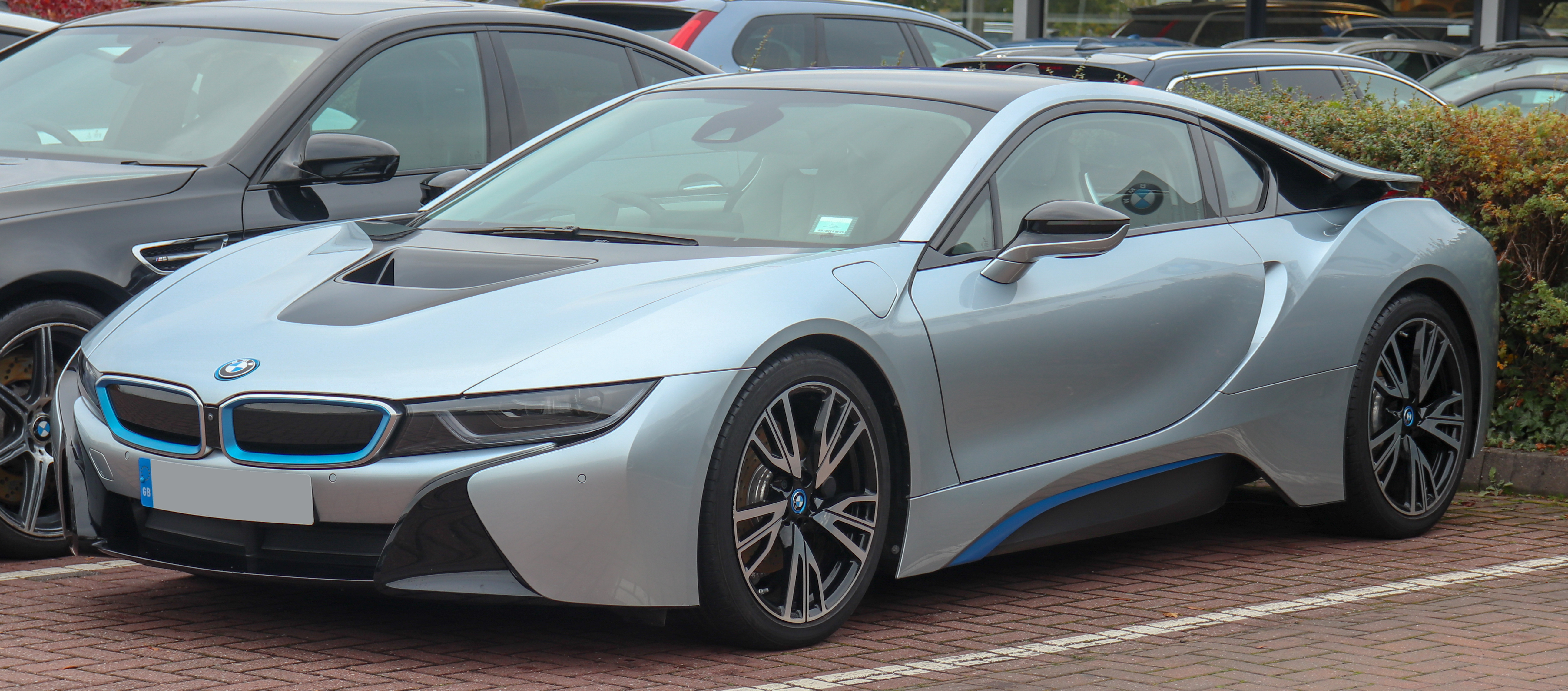
BMW i8
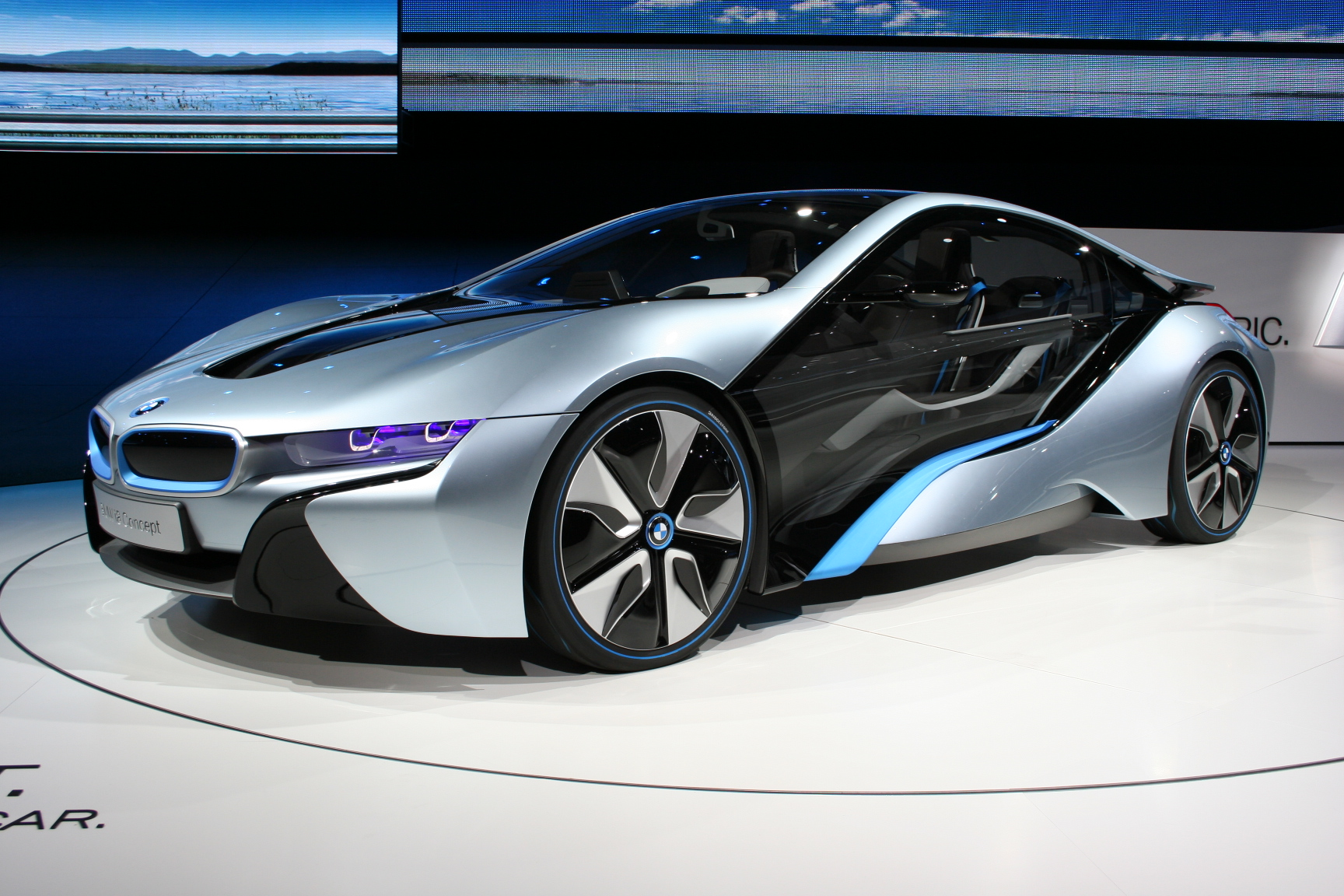
Đằng trước nhìn từ bên hông
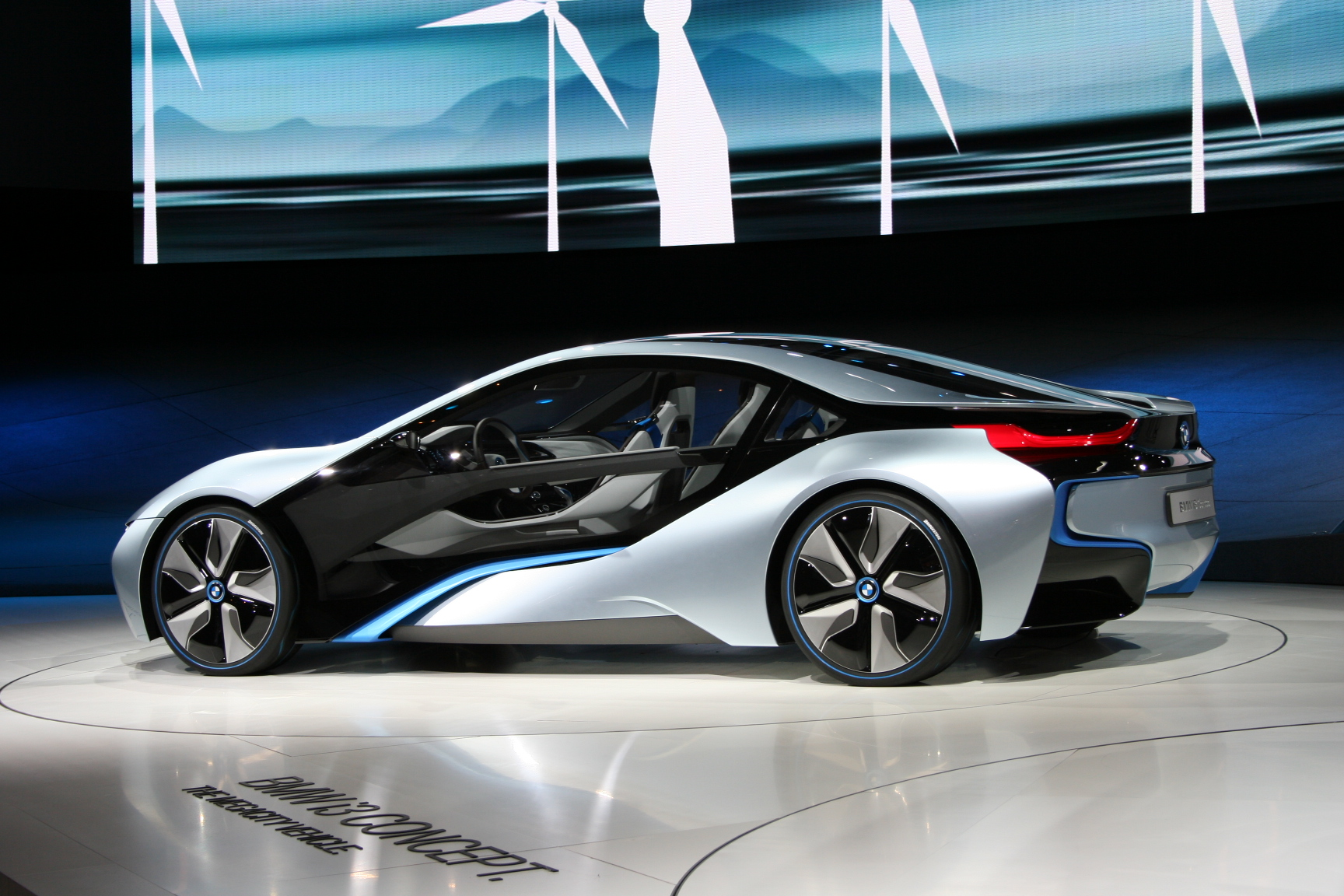
Đằng sau
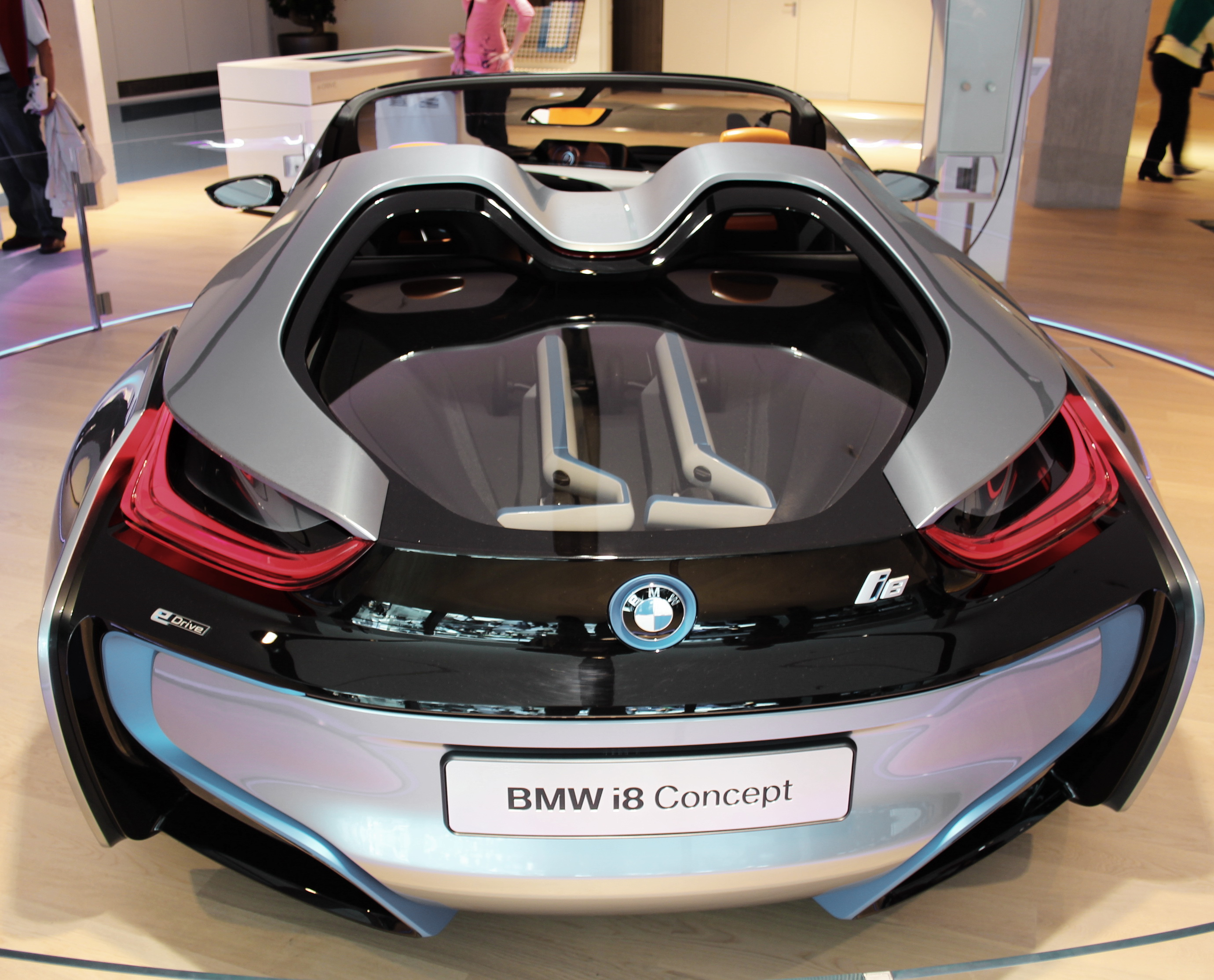
BMW i8 kiểu Spyder
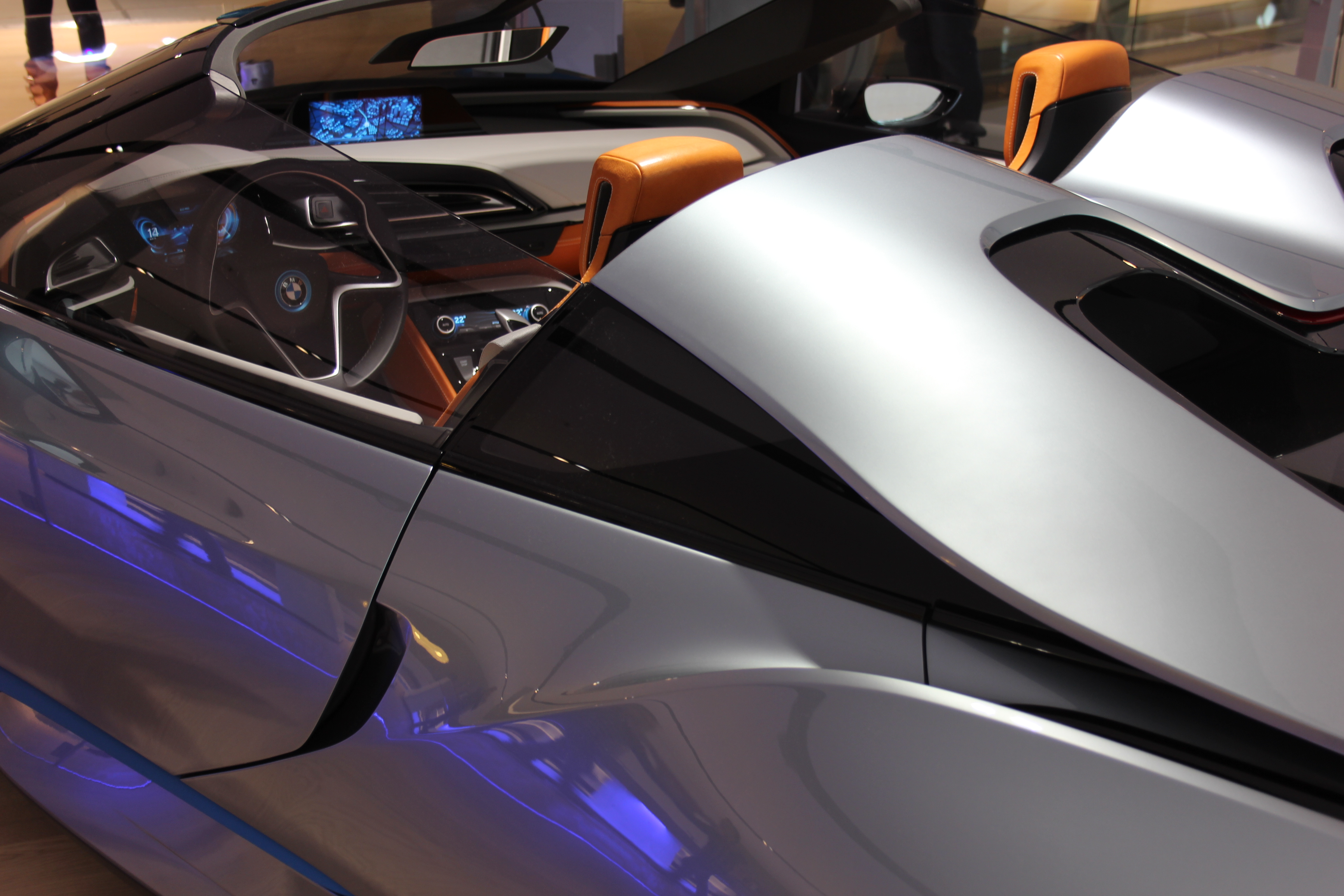
Bên trong kiểu Spyder

## Hình ảnh

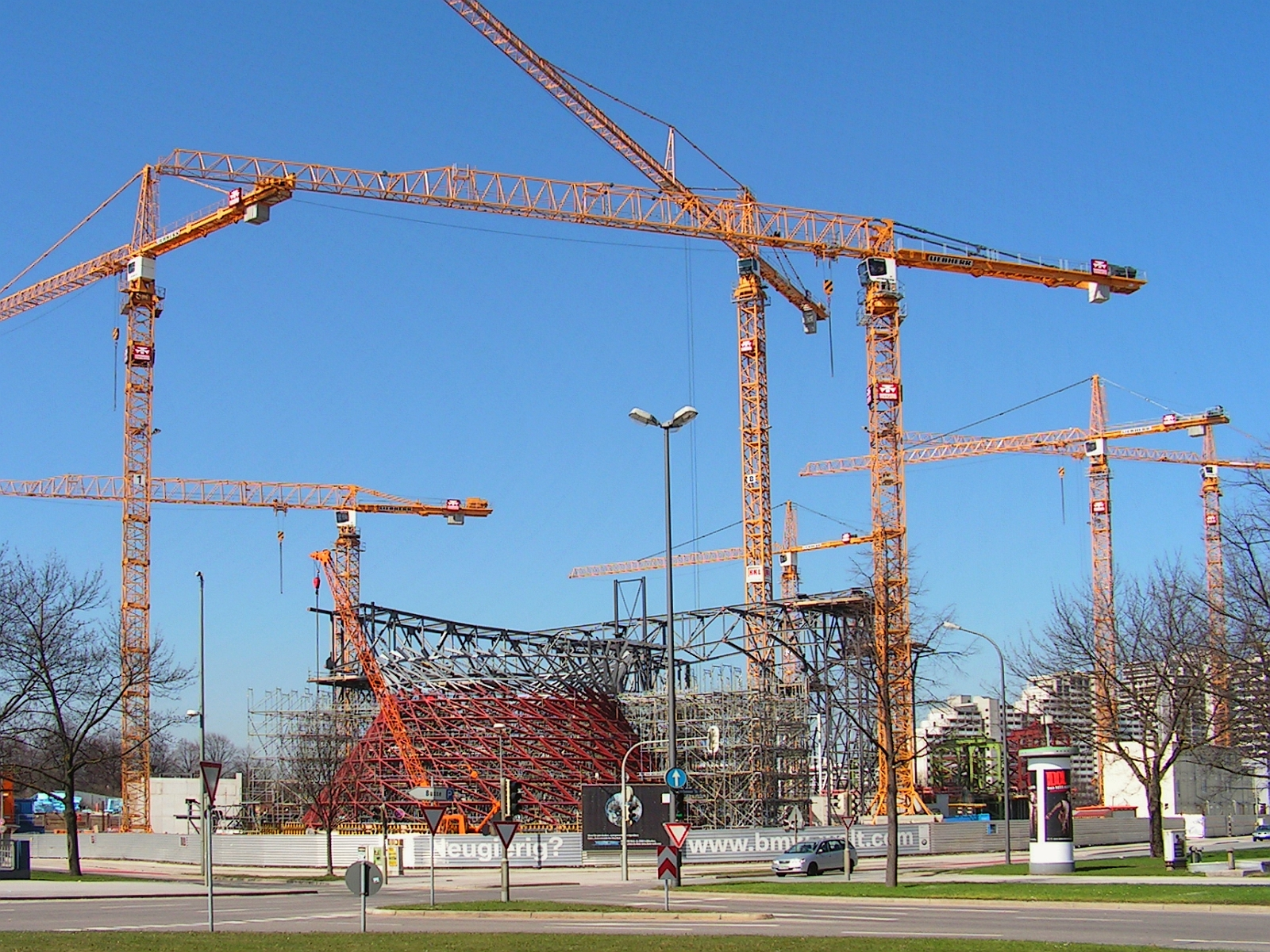
Năm 2005, đang xây cất
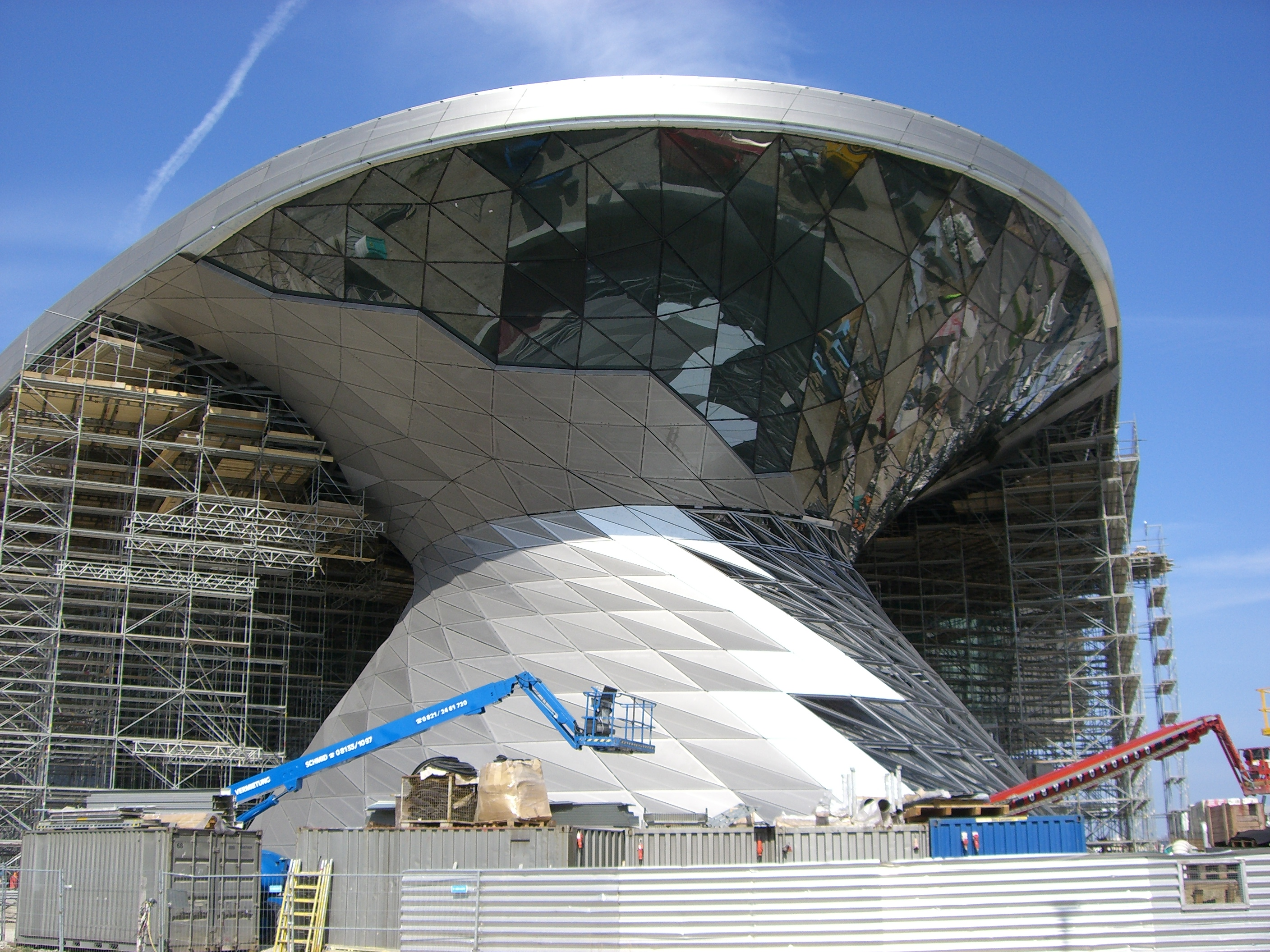
Đang hoàn thành
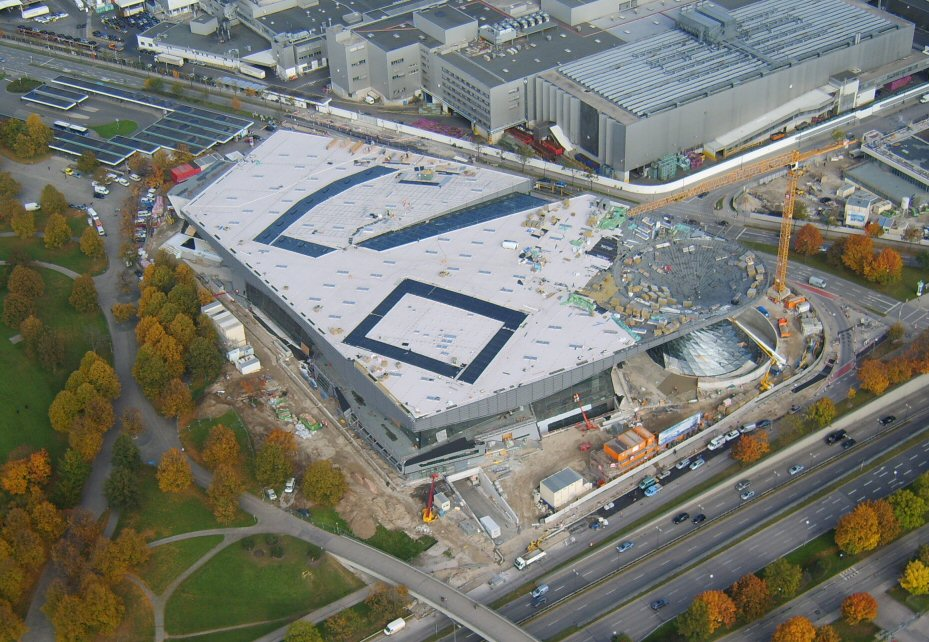
BMW Welt trong tháng 10 năm 2006
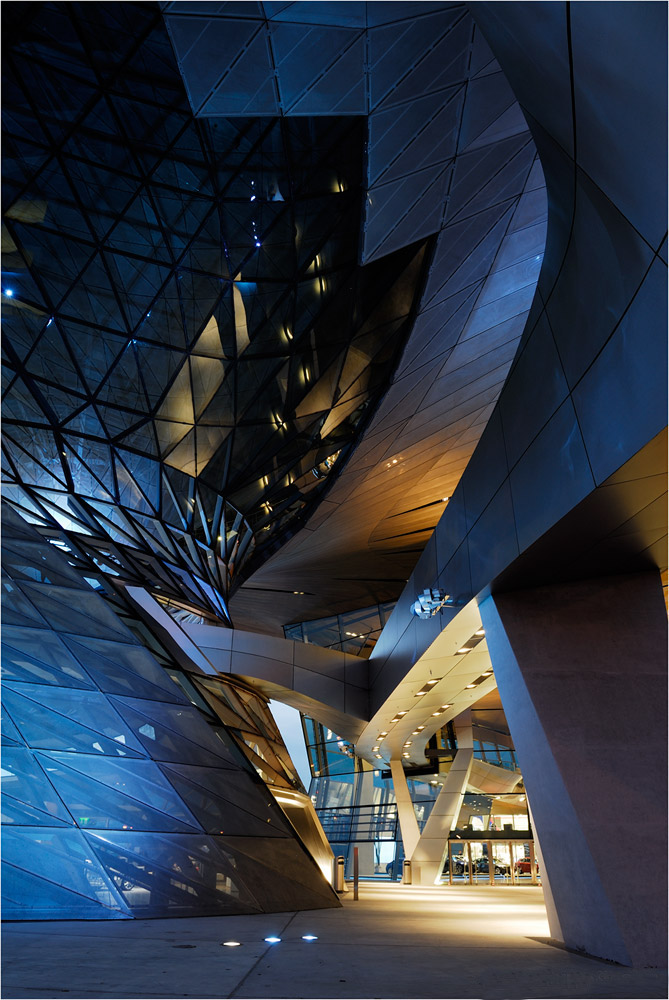
BMW Welt, 15 tháng 3 năm 2008.
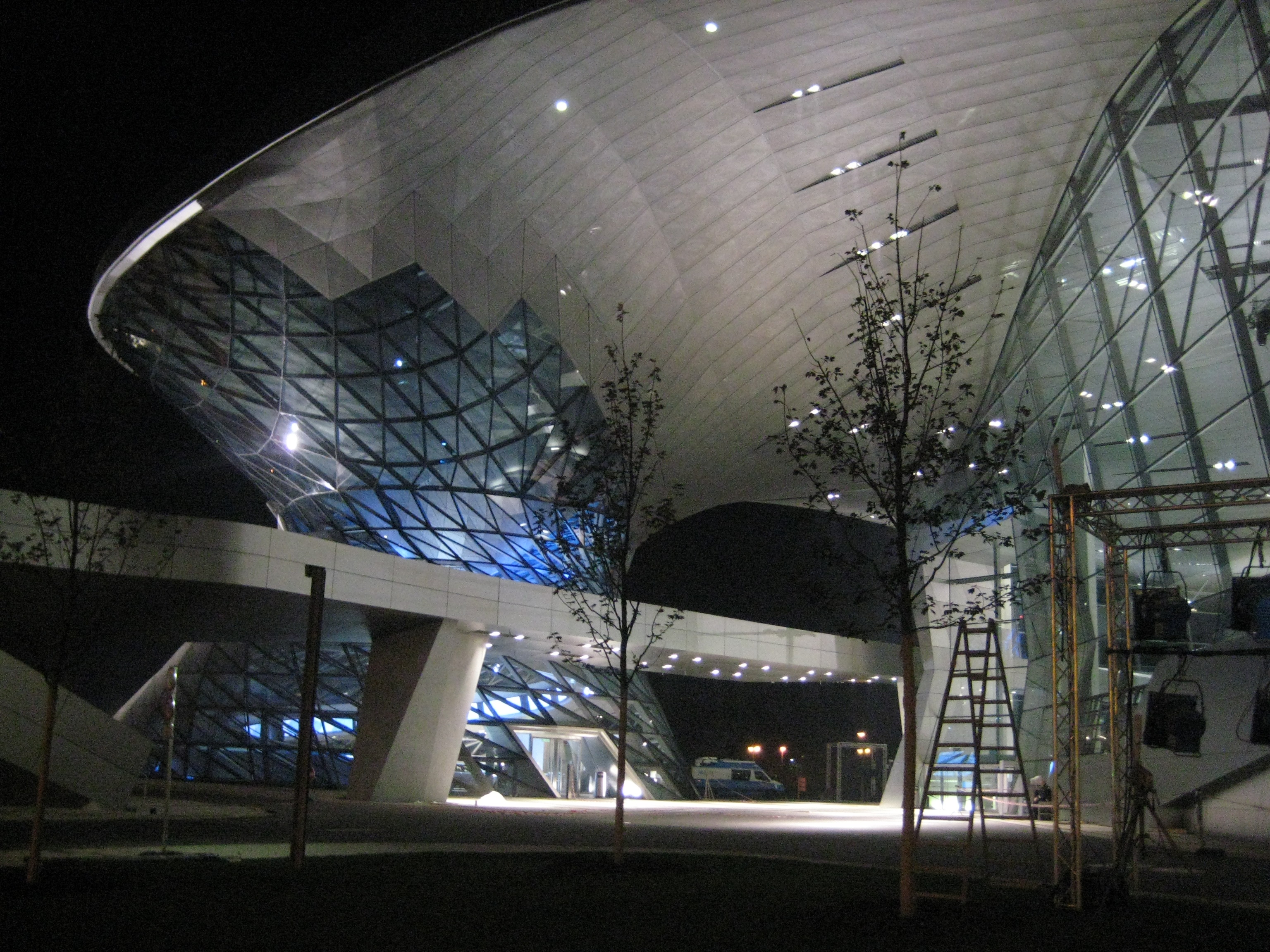
17 tháng 10 năm 2007
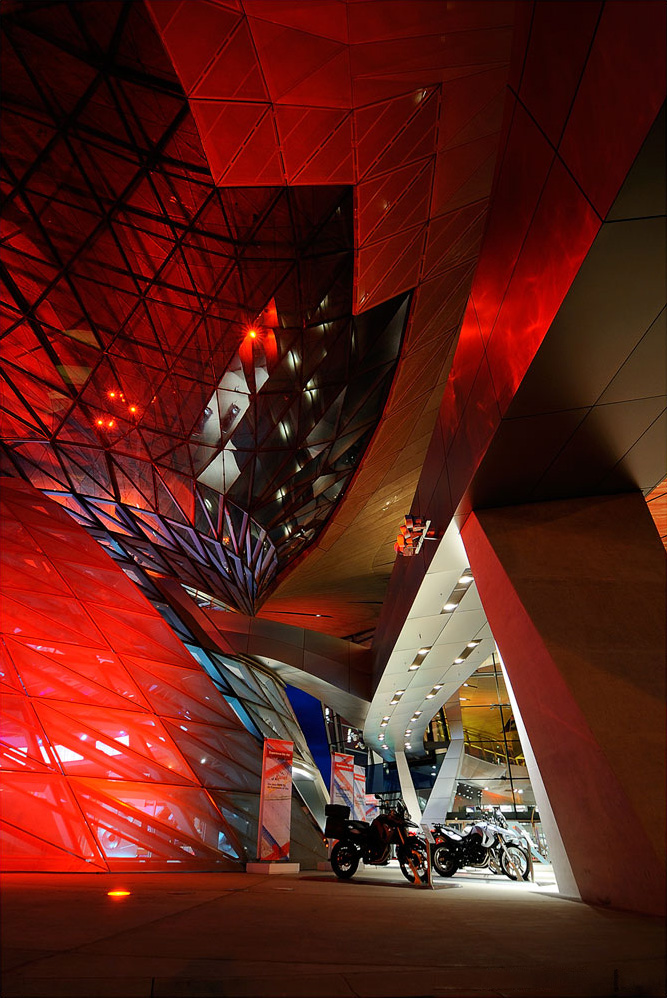
BMW Welt, 27 tháng 4 năm 2009.